# Wellen (Belgien)
Wellen  (Limburgisch: Wille) ist eine belgische Gemeinde in der Region Flandern mit 7490 Einwohnern (Stand 1. Januar 2024). Sie besteht aus dem Hauptort und den drei Ortsteilen Berlingen, Herten und Ulbeek.
Tongern liegt zehn Kilometer südöstlich, Hasselt zehn Kilometer nördlich, Sint-Truiden elf Kilometer südwestlich, Maastricht 23 Kilometer östlich und Brüssel ca. 67 Kilometer westlich.
Die nächsten Autobahnabfahrten befinden sich bei Hasselt, Diepenbeek, Bilzen und Tongern an der A13/E 313.
In Hasselt, Alken, Sint-Truiden, Bilzen und Tongern gibt es die nächsten Regionalbahnhöfe.
Maastricht Aachen Airport und der Flughafen von Lüttich sind die nächsten Regionalflughäfen. Der Flughafen Brüssel National nahe der Hauptstadt Brüssel ist ein Flughafen von internationaler Bedeutung.